# Xughnan
Xughnan o Xighnan fou un antic estat de l'Àsia central. Localment fou conegut també com a Pandj o Panj, del riu d'aquest nom que el creuava pel mig procedent del Wakhan, i corre en direcció nord i després oest. Avui dia la part occidental del país està a la província afganesa de Badakhxan, i la part oriental al Pamir (Gorno-Badakhxan al Tadjikistan); aquesta partició també es dona més al nord, a la regió anomenada Gharan, i al sud, a la regió anomenada Rawxan o Roshn i són el resultat del traçat de fronteres acordat entre la Gran Bretanya i Rússia al final del segle xix. El nom apareix sota diverses formes: Xikinan, Xikina, etc. Als Hudud al-Alam el nom àrab que se suposa que li correspon es tradueix per "Gran Poble" (alguna vegada confosa amb la moderna Ixkaixim). La població principal actual és Ixkaixim a la riba esquerra del Panj, que domina la ruta entre el Badakhxan i el Xughnan oriental i Wakhan. La llengua del país és el xughni (emparentat al tadjik, i llengua iraniana), amb diverses dialectes: el xughni, el bajui, el khufi, el roixani, el bartangi, l”oroixori i el sarikoli.

## Geografia
El país és muntanyós i la part fonda de la vall encara s'aixeca a més de 1.800 metres; una collada de 4.267 metres porta al Pamir a través de l'anomenada cadena de Xughnan separant la vall de Ghund o Gunt de la cadena Xakh-dara o Xakhdarinskiy (que té una altura de fins a 6.726 metres). La població tadjik viu al fons de la vall.

## Història
El monjo budista Hiuentsang va passar pel país a començaments del segle VII i l'esmenta sota la forma xinesa Xi-k'i-ni, la mateixa que apareix als annals de la dinastia Tang. El 646 emissaris de Xughnan van visitar la cort imperial xinesa. En el temps de la conquesta de l'Àsia Central pels àrabs el sobirà local era vassall dels yaghbus heftalites que governaven tota la regió de l'alt Oxus; els àrabs la consideraven alternativament part de BadakhXan o de Tukharistan. Al-Yakubi esmenta un sobirà anomenat Kh.mar Beg.
La dinastia local va subsistir força temps fins que sota Harun al-Raixid el territori fou conquerit pel barmàquida al-Fadl ibn Yahya (mort el 808); l'islam no hi va penetrar però fins força temps després i no es va consolidar fins a partir del segle xii mercès als dais ismaïlites nizarites enviats a la zona pels imams d'Alamut; els dais més importants foren Sayyid Xah Malang Khurasani (segle xii) i el husaynita Sayyid Xah Khamuix Xirazi (segle xiii). Les seves predicacions van consolidar l'ismaïlisme a la zona de l'alt Oxus, encara subsistent al dia d'avui.
Al final del segle xiii Marco Polo esmenta les mines de rubis de Balas a les muntanyes del Xyghinan, que correspondrien probablement a les mines de rubis (avui dia abandonades) que hi ha no al Xughnan propi sinó al veí districte de Gharan, al nord. Pirs i mirs ismaïlites van governar Xughnan en l'època mongola i el seu poder es va allargar de manera hereditària fins al segle xix. El 1837 a Xughnan el viatger anglès John Wood va creuar l'Oxus glaçat a IXkaXim. La dinastia local va quedar subjecte a Kokand el 1839, quan el kan Madali Khan de Kokand va sotmetre el Karatigin i els estats propers de Darwaz, Kulab i el Xughnan o Xignan; va romandre més o menys subjecte a aquest estat fins al 1870. Estats veïns de Xughnan eren els d'Hissar, Wattan, Roixan, i altres menors entre Badakhxan i el Pamir. Xighnan o Xughnan, com els estats de Karatigin, Darwaz, Wattan, i Roixan estava poblats per tadjiks; els sobirans d'aquestos estats reclamaven ser descendents d'Alexandre el Gran. Més a l'oest a Hissar i a Kulab, només una part de la població era tadjik però hi havia una important població uzbeka.
Després del 1870 els sobirans afganesos Xir Ali (1863-1879) i Abd al-Rahman Khan (1880-1901) van intentar posar al país sota la seva dependència i els habitants van cridar en ajut a l'emir de Bukharà i al governador general rus del Turquestan; el març de 1895 després de diverses negociacions entre Gran Bretanya i Rússia, els afganesos es van retirar de la riba dreta del Pandj (el xughnan oriental) i l'emir de Bukharà abandonava les seves posicions a Darwaz, a la riba esquerra, al nord de xughnan. El govern rus de la regió que els va correspondre (la part oriental) va tenir com a capital Kharagh (rus Khorog) on els rius Ghund i xakh-dara desaiguen al Panj.
El 1917, després de la revolució, els bolxevics locals es van apoderar del Pamir el novembre de 1920. xughnan oriental fou incorporat a l'oblast autònom de Gorno-Badakhxan al Tadjikistan, dins de la Unió Soviètica, i la part occidental va restar en mans de l'Afganistan.